# Březnové události
Březnové události nebo březnové dny (ázerbájdžánsky: Mart hadisələri) je označení pro masakry, k nimž došlo za vlády bolševiků v Baku a okolí mezi 30. březnem a 2. dubnem 1918. Bolševici vedení etnickým Arménem Stepanem Šaumjanem a podporovaní nacionalistickou Arménskou revoluční federací (tzv. Dašňaky) tehdy čelili muslimské musavatistické vzpouře, na niž reagovali masakrem odpůrců, zejména etnických Azerů. Zavraždili takto asi 12 000 lidí. Masakr umožnil bolševikům vyhlásit Bakuskou komunu, která však rychle zanikla. Po dobytí Baku Islámskou armádou Kavkazu Envera Pašy následovala v září 1918 msta zvaná "zářijové události", kdy bylo naopak zmasakrováno 10 000 etnických Arménů.
Arméni dnes vnímají březnové dny jako součást ruské občanské války a výsledek ideologického a politického násilí, v němž komunisté likvidovali svého hlavního politického konkurenta v oblasti, stranu Musavat. Oficiální ázerbájdžánský postoj naopak hovoří o etnické genocidě.

## Pozadí
Před první světovou válkou činil počet obyvatel Baku, včetně ropných polí a sousedních vesnic, více než 200 000. Etnická struktura byla zhruba následující: 74 000 dočasných migrantů z různých částí Ruska, 56 000 ázerbájdžánských domorodců, 25 000 Arménů, 18 000 Peršanů, 6000 Židů, 4000 Povolžských Tatarů, 3800 Lezgů, 2600 Gruzínců, 5000 Němců, 1500 Poláků a řada dalších národností v počtu menším než 1000. Ázerbájdžánci tvořili většinu mezi domorodci a vlastnili větší část půdy včetně ropných polí. Představovali také většinu pracovní síly, stejně jako ovládali klíčové obchodní a finanční posty.

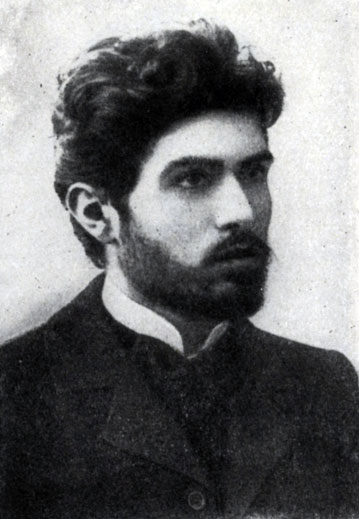
Stepan Šaumjan

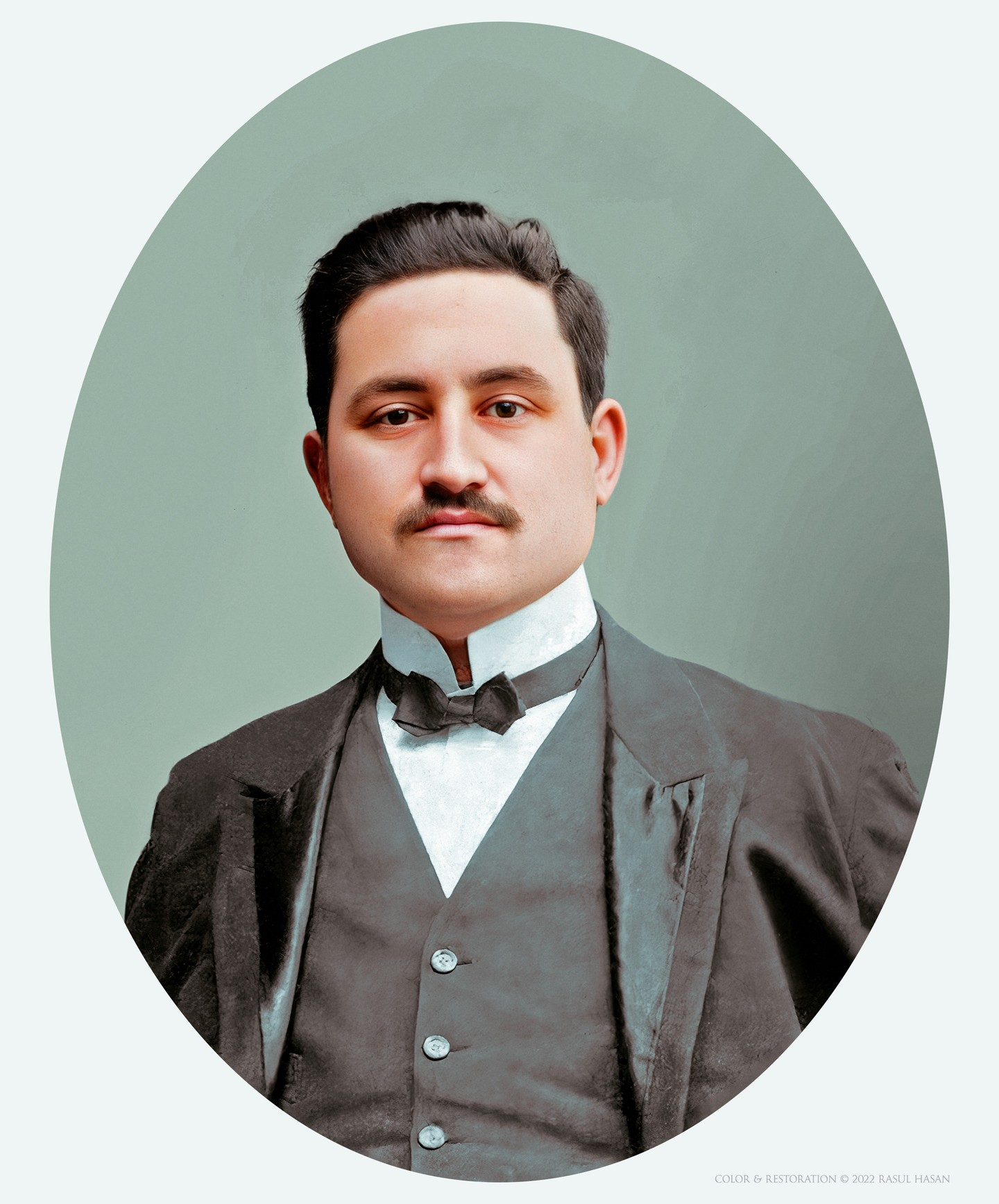
Mammed Rasulzade

Po únorové revoluci byl ustaven Zvláštní zakavkazský výbor, který zahrnoval arménské, ázerbájdžánské a gruzínské zástupce. Měl spravovat jižní Kavkaz jménem ruské prozatímní vlády. Po říjnové revoluci, 11. listopadu 1917, byl tento výbor nahrazen Zakavkazským komisariátem, známým také jako Sejm, se sídlem v Tbilisi. Sejm se postavil proti bolševikům a usiloval o oddělení jižního Kavkazu od sovětského Ruska. Aby tomu zabránila, vyhlásila skupina bolševiků a levých eserů 13. listopadu 1917 Bakuský sovět, řídící orgán, který převzal moc nad územím Bakuské gubernie pod vedením bolševika Stepana Šaumjana. Ačkoli Bakuský sovět zahrnoval některé Ázerbájdžánce a nebolševiky, dvě nacionalistické strany v Sejmu – Musavat vedený Mammedem Aminem Rasulzadem a Arménská revoluční federace – odmítly uznat jeho autoritu. Vůdce bakuského sovětu Šaumjan však udržoval kontakty s Arménskou revoluční federací, neboť věřil, že spojenectví s ní mu pomůže odstranit vliv Musavatu v Baku.
Po říjnové revoluci se ruská armáda rozpadla a její jednotky hromadně prchaly z předních linií a často obtěžovaly místní obyvatele. Sejm, znepokojený situací, ustavil Vojenskou radu národností s arménskými, ázerbájdžánskými i gruzínskými zástupci, která dostala k dispozici vojáky. Když se v lednu 1918 velká skupina ruských vojáků stáhla z osmanské fronty, nařídil šéf rady, gruzínský menševik Noe Ramišvili, jejich odzbrojení. Ruští vojáci byli zastaveni poblíž Šamkiru a poté, co se odmítli vzdát, byli napadeni ázerbájdžánskými vojáky. Tento incident vstoupil ve známost jako "masakr v Šamkiru". Šaumjanovi později posloužil k získání ruských nebolševických sil v Baku na svou stranu.
Ve dnech 10.–24. února 1918 přijal Sejm deklaraci nezávislosti, v níž vyhlásil Zakavkazskou demokratickou federativní republiku. Mezitím, na podporu arménského odporu proti Osmanské říši, se britská vláda pokusila znovu zorganizovat a vycvičit skupinu Arménů z Kavkazu pod vedením generála Lionela Dunstervilla v Bagdádu. Spojenci rovněž poskytli Arménům finanční pomoc ve výši 6 500 000 rublů (3 250 000 amerických dolarů hodnoty z roku 1918). Kromě toho Arménská národní rada vytvořila v Petrohradě pod velením generála Bagradouniho arménský vojenský výbor a vyzvala veškerý arménský vojenský personál rozptýlený po Rusku, aby se zmobilizoval na kavkazské frontě. V reakci na tuto výzvu se začátkem března 1918 v Baku shromáždilo velké množství Arménů, kteří se připojili ke skupině 200 vycvičených důstojníků doprovázených generálem Bagradounim a spoluzakladatelem Arménské revoluční federace Stepanem Zorjanem (někdy zvaným "Rostom").
Ázerbájdžánci stále více podezírali Šaumjana, který byl etnickým Arménem, že se proti nim spikl s Dašňaky. Jednotky kavkazské domorodé jízdní divize, složené z kavkazských muslimů, kteří sloužili v carské ruské armádě, odzbrojili probolševickou posádku v Lenkaranu a dagestánští povstalci pod vedením imáma Najma ul-din Gocinského vyhnali bolševiky z Petrovska a přerušili pozemní spojení Baku s bolševickým Ruskem. Erzincanské příměří následované Brestlitevskou smlouvou podepsanou 3. března 1918 formalizovalo odchod Ruska z první světové války. Podle amerického historika Richarda G. Hovannisiana tajná příloha Brestlitevské smlouvy zavazovala bolševiky k demobilizaci a rozpuštění arménských ozbrojených skupin na územích pod ruskou kontrolou. Bolševici v Baku byli touto hrozbou silně znepokojeni, neboť odzbrojení Arménů by jim vzalo možnost vojensky přetlačit musavatisty.
Jejich obavy měly i strategický charakter. Nešlo jen o moc v Baku, ale o přežití celé bolševické revoluce v Rusku: Baku produkovalo 7 milionů tun ropy ročně (asi 15 % celosvětové produkce). Většinu ropných polí vlastnili Ázerbájdžánci, méně než 5 procent Arméni, většinu těžebních a distribučních práv v Baku pak vlastnili především Britové. Začátkem roku 1918 Německo pověřilo generála Friedricha von Kressensteina, do té doby působícího v Palestině, aby založil německý kavkazský expediční sbor s cílem dobýt Baku. V reakci na to vyslali Britové v únoru 1918 generála Lionela Dunstervilla s vojáky do Baku přes Enzeli, aby zablokovali německý postup a ochránili britské investice. Mezitím bolševici koncem roku 1917 ztratili kontrolu nad ropnými poli v Grozném a Baku se stalo jejich jediným zdrojem ropy. Vladimir Lenin dokonce v jednom ze svých projevů tvrdil, že „sovětské Rusko nemůže přežít bez ropy z Baku.“

## Březnové události

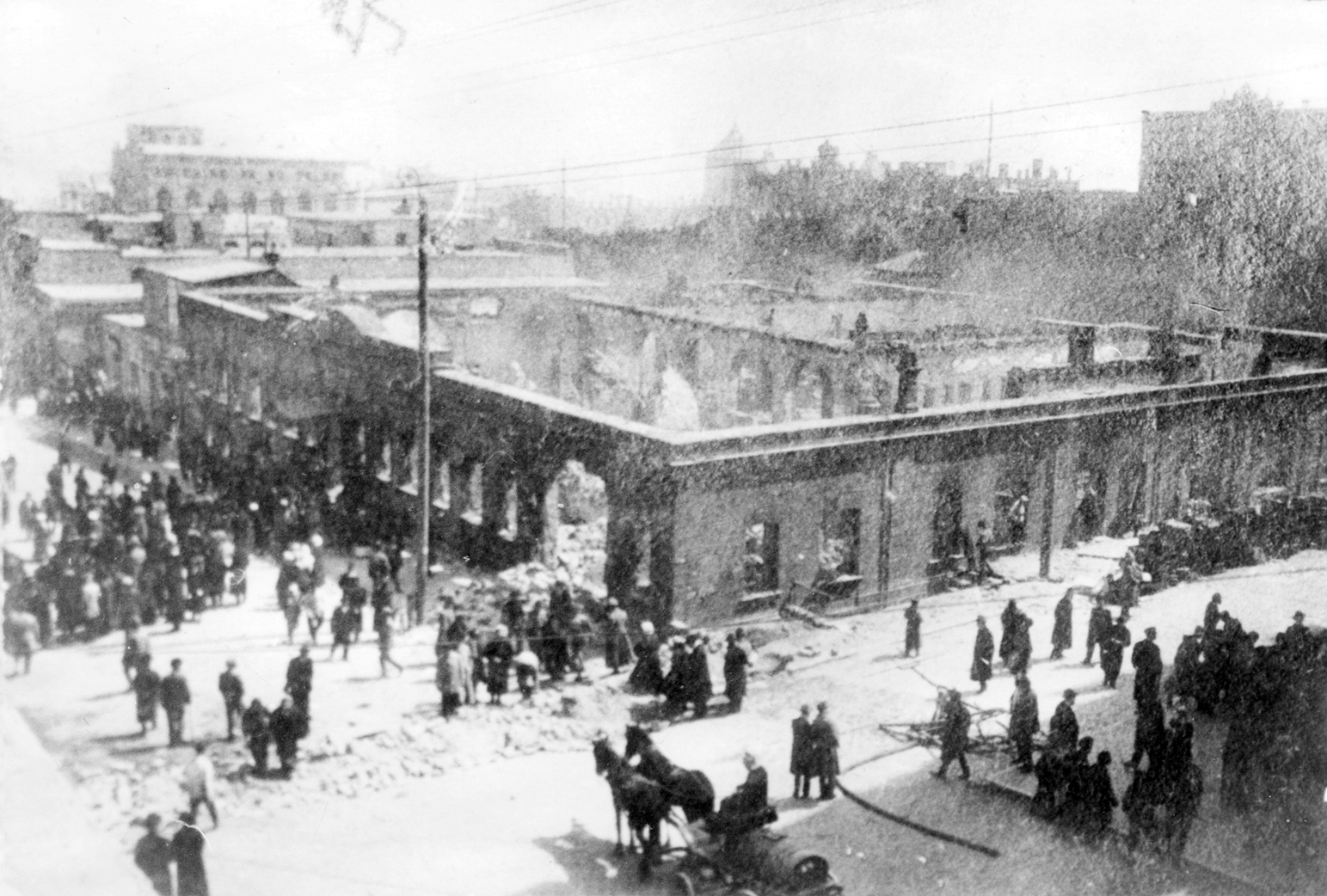
Ruiny redakce deníku Kaspi

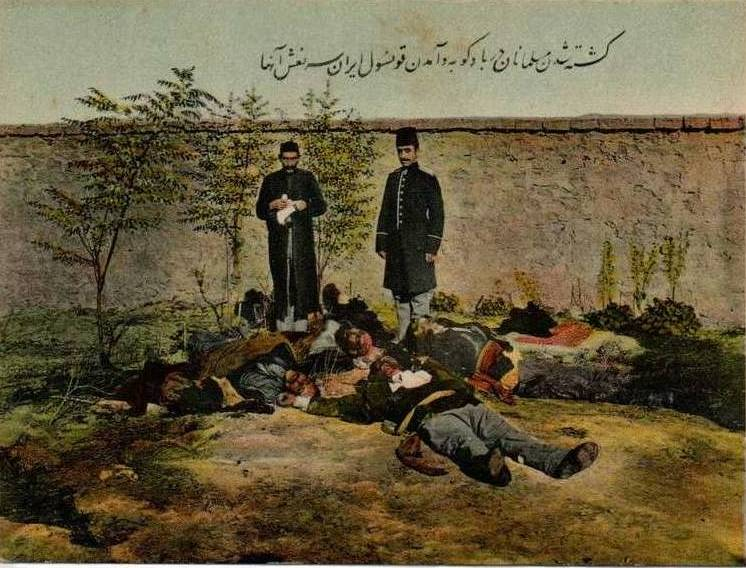
Íránský vyslanec si prohlíží oběti masakrů

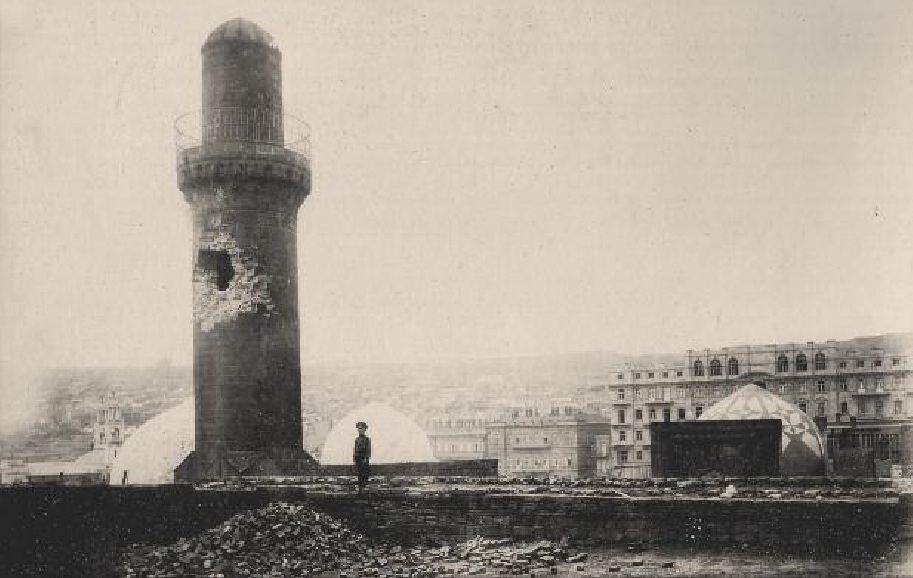
Šáhova mešita v Baku po zásahu z děla

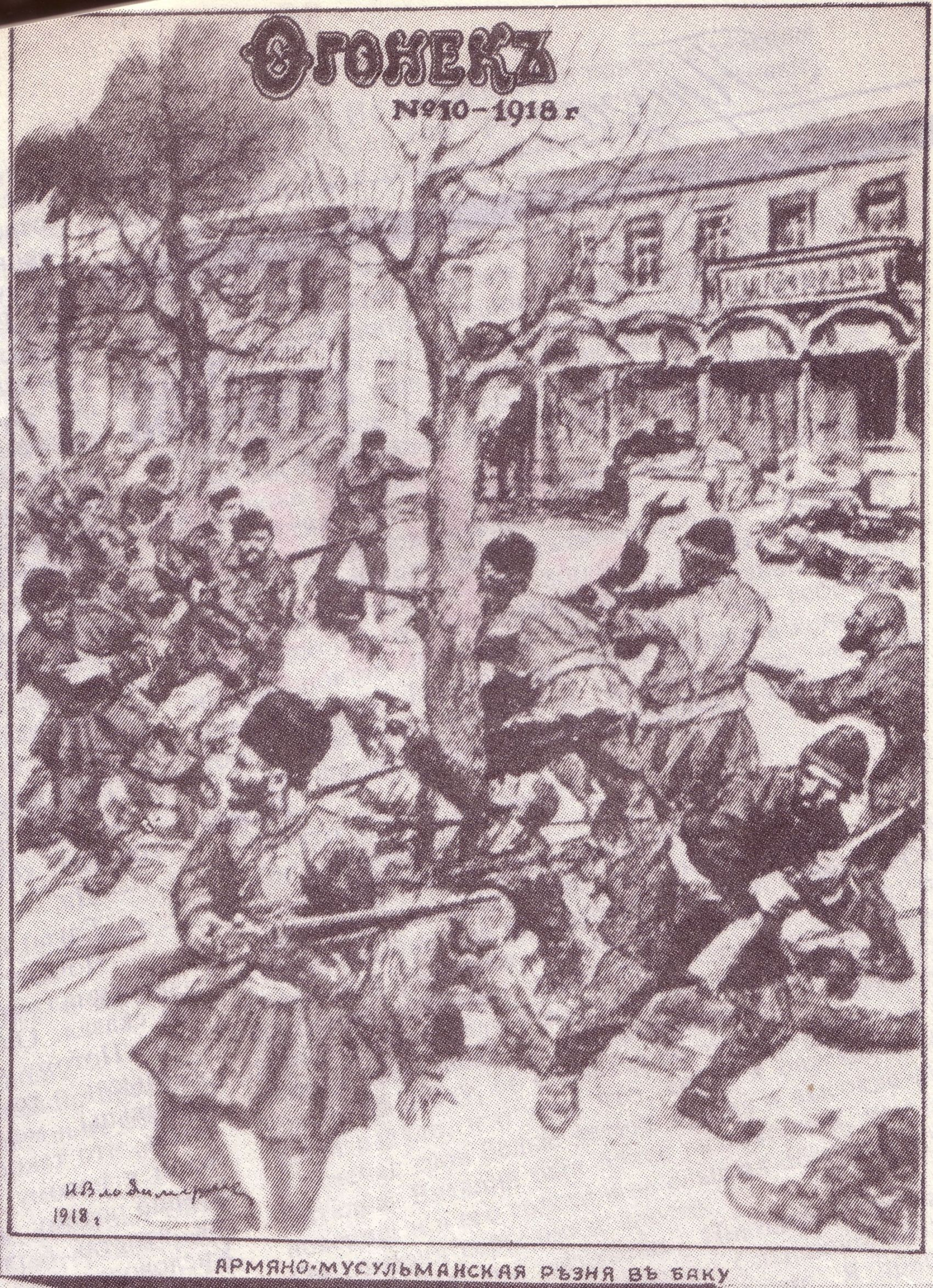
Ilustrace událostí v ruském časopise Ogoňok

Před březnovými událostmi v roce 1918 se hlavní ozbrojené skupiny v Baku skládaly z 6000 mužů ze zbytků ruské kavkazské armády, která se stáhla z osmanské frontové linie, asi 4000 mužů z arménských milicí a nedefinovaný počet vojáků kavkazské domorodé jízdní divize, která se v březnu 1918 rozpustila.
Když štáb rozpuštěné kavkazské domorodé jízdní divize dorazil 9. března 1918 do Baku, Sovět okamžitě zatkl jejího velitele generála Talyšinského. Tento krok vyvolal protesty ázerbájdžánského obyvatelstva s občasnými výzvami k ozbrojenému odporu proti Sovětu.
Konfrontaci v březnu 1918 odstartoval incident s parníkem Evelina. 27. března 1918 dorazilo na této lodi do Baku padesát bývalých vojáků kavkazské domorodé jízdní divize, aby se zúčastnili pohřbu svého kolegy Mameda Tagijeva, syna slavného ázerbájdžánského ropného magnáta a filantropa Hadžiho Zejnalabdina Tagijeva. Mamed Tagijev byl zabit v potyčce s rusko-arménskými silami v Lenkaranu. Ázerbájdžánské zdroje uvádějí, že když se vojáci 30. března 1918 vrátili z pohřbu na palubu Eveliny, aby vypluli z Baku, Sovět obdržel informaci, že muslimská posádka lodi je ozbrojena a čeká na signál ke vzpouře proti Sovětu. Zpráva postrádala opodstatnění, ale Sovět se rozhodl posádku parníku odzbrojit. Ta se při pokusu bolševiků vstoupit na palubu začala bránit.
Bolševické zdroje uvádějí, že Azerové byli znepokojeni rostoucí vojenskou silou Arménů v Baku a požádali o pomoc jednotky kavkazské domorodé jízdní divize v Lenkoranu. Jejich příchod vyvolal velké znepokojení mezi bolševiky i Armény, a když byli rudí úředníci posláni do přístaviště, aby se pokusili zjistit, co mají nově příchozí v úmyslu, byli střelbou zahnáni zpět a řada z nich byla zabita. Nakonec byli tito nově příchozí odzbrojeni, ale když 1. dubna dorazily další jednotky kavkazské domorodé jezdecké divize, vypukl boj.
Každopádně 30. března se z Baku stalo bojiště a po celém městě byly narychlo kopány zákopy a stavěny barikády.
Sovětská strana v čele se Šaumjanem si uvědomila, že její vlastní síly jsou nedostatečné proti ázerbájdžánským masám vedeným Musavatem. Spojenci byli nalezeni mezi menševiky, esery a kadety (pravicovými liberály), kteří slíbili, že budou podporovat bolševiky jako bojovníky za „ruskou věc.“ Již tím celý konflikt začal mít značně etnický ráz.
Ráno 31. března uspořádali Ázerbájdžánci proti bolševickému odzbrojení kavkazské domorodé jízdní divize protesty v Baku a požadovali vyzbrojení muslimů. Spor se pokusila zprostředkovat ázerbájdžánská bolševická organizace Hümmet, která navrhla, aby zbraně odebrané kavkazské domorodé jízdní divizi byly předány do úschovy Hümmetu. Šaumjan s tímto návrhem souhlasil, ale 31. března odpoledne, když muslimští představitelé předstoupili před sovětské vedení Baku, aby převzali zbraně, již byly ve městě slyšet výstřely a sovětský komisař Prokofy Džaparidze odmítl zbraně vydat. Vedení Hümmetu to zdůvodnil slovy, že „Musavat zahájil válku“.
Když začalo muslimské povstání proti Sovětům, Arméni zpočátku zůstali neutrální. Strana Musavat navrhla Dašňakům spojenctví, ale byla odmítnuta. Arménské vedení stáhlo své síly do arménských oblastí Baku a omezilo svou činnost na sebeobranu. Šaumjan ale nakonec Dašňaky získal na svou stranu a přiměl je zapojit se do bojů. Sám k tomu uvedl: "Účast (Arménské revoluční federace) propůjčila občanské válce do jisté míry charakter etnického masakru. Nebylo však možné se jí vyhnout. Udělali jsme to cíleně."
Po počátečních šarvátkách v ulicích Dašnakové zahájili masakr. Zabíjeli nejen vojenské složky Musavatu, ale i muslimské civilisty jak v Baku, tak na okolním venkově. Rabovali a vypalovali domy. Hrůzy znásobilo rozhodnutí bolševiků použít dělostřelectvo proti ázerbájdžánským obytným čtvrtím.
Podle většiny historiků byly motivy Arménů v těchto masakrech etnické, nikoli politické. Americký deník The New York Times to popsal slovy, že „chtěli vyhladit staré nepřátele a zmocnit se jejich zemí“. Ázerbájdžánská delegace na pařížské mírové konferenci v roce 1919 k tomu uvedla: "V té krvežíznivé epizodě sehráli hlavní roli Arméni, kteří byli tehdy v Baku a shlukovali se jako jinde kolem své nacionalistické strany... Pravda je taková, že se Arméni pod maskou bolševismu vrhli na muslimy a zmasakrovali během několika strašných dnů více než 12 000 lidí, z nichž mnozí byli staří muži, ženy a děti." Podle amerického historika Firuze Kazemzadeha "obrovské davy se potulovaly ulicemi, pálily domy, zabíjely každého kolemjdoucího, který byl identifikován jako nepřítel. (...) Boj, který začal jako politická soutěž mezi Musavatem a Sovětem, nabyl charakteru gigantické rasové vzpoury." Podle Michaela P. Croissanta se Arménská revoluční federace rozhodla pomstít za arménskou genocidu, kterou utrpěli Arméni z rukou Turků. Ázerbájdžánská národnost nebyla tehdy ještě pevně ustavena, rozdíl mezi jednotlivými turkickými národy nebyl pociťován ani na jedné straně.
Odpoledne 1. dubna dorazila do hotelu Astoria muslimská delegace. Výbor revoluční obrany jim předložil ultimátum a požadoval, aby zástupci všech muslimských stran podepsali kapitulaci, jinak ostřelování neskončí. Brzy večer byly dohody podepsány a bombardování ustalo. Boje však utichly až v noci na 2. dubna 1918, kdy tisíce muslimů začaly z města prchat. 3. dubna, ačkoli velká část města byla stále v plamenech, se již nebojovalo. Ulice zůstaly poseté mrtvými a raněnými, téměř výhradně muslimy.

## Následky

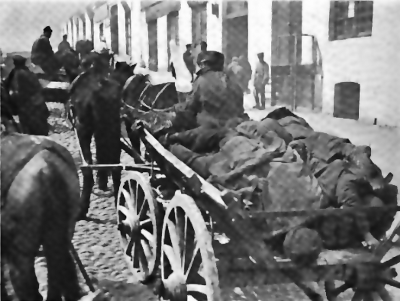
Odklízení mrtvol z ulic Baku

Bezprostředně po březnových dnech mnoho muslimů, kteří přežili, uprchlo do Gjandžy ve středním Ázerbájdžánu. Musavat ukončil svou činnost na území bakuské gubernie. Levicové ázerbájdžánské politické skupiny, jako eseři a Hümmet, se postavili do čela ázerbájdžánské komunity v Baku.
Dne 13. dubna 1918 vyhlásili bolševici pod vedením Stepana Šaumjana Bakuskou komunu. V jejím čele stálo 26 komisařů, dva z nich byli etničtí Azerové, Mešadi Azizbekov a Mir Hasan Vazirov. Vytvořili „Bakuskou Rudou armádu“, nedisciplinovanou a špatně řízenou jednotku složenou převážně z arménských rekrutů. Komuna se pokusila znárodnit ropná pole v Baku, čímž vyvolala hněv Britů.
Březnové dny roku 1918 měly hluboký vliv na formulaci ázerbájdžánských politických cílů. Zatímco dříve ázerbájdžánští vůdci hledali pouze autonomii v ruské doméně, po masakrech spáchaných bolševiky v Baku již nevěřili v Rusko a obrátili se na Osmany s žádostí o podporu při dosažení naprosté nezávislosti. Proto, když byla 28. května 1918 vyhlášena Ázerbájdžánská demokratická republika, její vláda okamžitě vyslala do Istanbulu delegaci, aby projednala možnost osmanské vojenské podpory mladé republice. Jeden ze členů osmanského vládnoucího triumvirátu Enver Paša souhlasil s ázerbájdžánskými požadavky a pověřil svého bratra Nuru Pašu vytvořením osmanské vojenské jednotky známé jako Kavkazská armáda islámu, jež dostala rozkaz dobýt Baku. Když v červenci 1918 tato osmansko-ázerbájdžánská síla porazila „Bakuskou Rudou armádu“ v několika klíčových bitvách ve středním Ázerbájdžánu, bolševická moc v Baku se začala hroutit. Eseři, Dašňaci a britští agenti ve městě bolševiky svrhli a 1. srpna 1918 byla vyhlášena tzv. Středokaspická diktatura. Ta, vyděšená tažením Osmanů na Baku, do města pozvala 1000 vojáků britského expedičního sboru vedeného generálem Lionelem Dunstervillem. Tváří v tvář drtivé osmansko-ázerbájdžánské ofenzívě však Dunstervillovy muži uprchli a Kavkazská islámská armáda vstoupila 15. září 1918 do Baku.
Město nakrátko upadlo do chaosu, v němž se Azerové uchýlili k etnické pomstě, v níž bylo zmasakrováno téměř 10 000 Arménů. Bolševičtí komisaři byli dopadeni při pokusu utéct z Baku. 20. září 1918 byli popraveni silami Středokaspické diktatury, někde mezi železničními stanicemi Pereval a Achča-Kujma.
Sovětská historiografie za viníka březnových událostí poté desetiletí označovala Musavat a vynechávala z výkladu skutečnost, že bolševici využili arménsko-ázerbájdžánské etnické konfrontace k získání moci. Paradoxem je, že zatímco v roce 1978 tehdejší vůdce sovětského Ázerbájdžánu Hejdar Alijev uvedl, že "díky pevnému a rozhodnému postupu bolševiků bylo musavatistické povstání uhašeno“, přesně o dvacet let později stejný Hejdar Alijev, ovšem již jako jako prezident nezávislého Ázerbájdžánu, vydal dekret odsuzující březnové dny jako začátek ázerbájdžánské genocidy.
Arménský pohled na březnové události z roku 1918 dokumentuje dopis, který arcibiskup Bagrat napsal americké misi v Baku. Podle něj bitvu vedli Musavat a Sovět, zatímco Arméni zůstali neutrální. Arcibiskup tvrdil, že se bojů účastnili někteří arménští vojáci, ale že to byli pouze izolovaní jedinci, za které Arménská národní rada nemůže být zodpovědná. Tvrdil také, že Arméni během boje poskytli úkryt asi 20 tisícům muslimů.